# Mantova Comics & Games
Mantova Comics & Games è stato un festival dedicato al mondo del fumetto, del fantasy, e dei giochi di ruolo. 

## Storia ed eventi
Nato nel 2006 si è svolto ogni anno a Mantova (nell'area del PalaBam) ospitando, oltre al classico ambito fieristico fatto di fumetterie e negozi specializzati, eventi e rassegne dedicati a giochi e fumetti. 

### Partecipazioni
Al Mantova Comics & Games sono presenti i principali editori italiani del settore fumettistico, dalla Panini Comics alla Sergio Bonelli Editore, includendo anche Marvel Comics, Star Comics, DC Comics.
Proprio a Mantova, ogni anno, la casa editrice Panini Comics/Marvel annuncia in anteprima nazionale con una conferenza stampa le uscite dei mesi successivi, portando in fiera numerosi ospiti nazionali ed internazionali.
Negli anni hanno poi partecipato Sergio Bonelli (figlio del creatore di Tex), Jim Lee, Milo Manara, Leo Ortolani, Gabriele Dell'Otto, Brian Azzarello, Jill Thompson, Giuseppe Camuncoli, Will Dennis e J. G. Jones (co-creatore insieme a Mark Millar, del fumetto Wanted edito da Panini e da cui è stato tratto l'omonimo film interpretato da Angelina Jolie e Morgan Freeman) . Nonché autori che operano nell'ambito del romanzo storico, fantasy e fantastico, fra cui Licia Troisi, Alan D. Altieri, Gianluca Morozzi, Francesco Falconi, Luca Azzolini e Cecilia Randall.

### Giochi e Cosplay
Per quanto riguarda i giochi, il programma annovera eventi legati ai circuiti nazionali di Magic: l'Adunanza, Warhammer Fantasy, D&D, Minautures, One Piece, Yu-Gi-Oh!; nonché tornei di video giochi.
Il festival ospita annualmente la sfilata Cosplay non competitiva. Fino all'anno 2011 lo spettacolo era presentato dal gruppo Cosplay Evolution.
Successivamente il testimone è passato ai ragazzi del BHC.